# Canton de Richelieu
Le canton de Richelieu est un ancien canton français situé dans le département d'Indre-et-Loire et la région Centre.

## Composition
Le canton de Richelieu regroupait les communes suivantes :
- Assay
- Braslou
- Braye-sous-Faye
- Champigny-sur-Veude
- Chaveignes
- Courcoué
- Faye-la-Vineuse
- Jaulnay
- La Tour-Saint-Gelin
- Lémeré
- Ligré
- Luzé
- Marigny-Marmande
- Razines
- Richelieu
- Verneuil-le-Château

## Représentation

### Conseillers d'arrondissement (de 1833 à 1940)
| Période                                  | Période | Identité                     | Étiquette | Qualité |
| ---------------------------------------- | ------- | ---------------------------- | --------- | --- |
| 1833                                     | 1839    | M. Boulard                   |           | Juge de paix, propriétaire à Richelieu                                                                      |
| 1839                                     | 1848    | Myrtil Ragonneau (1795-1855) |           | Maire de Richelieu                                                                                          |
|                                          |         |                              |           | |
| 1883                                     | 1895    | Charles Degain               |           | Propriétaire, maire de Jaulnay                                                                              |
|                                          |         |                              |           | |
| 1919                                     | 1925    | Joseph Fourneau              |           | Maire d'Assay                                                                                               |
| 1925                                     | 1940    | M. Chevalier                 | Radical   | Propriétaire, maire de Champigny-sur-Veude                                                                  |
| 1940                                     |         |                              |           | Les conseils d'arrondissement ont été suspendus par la loi du 12 octobre 1940 et n'ont jamais été réactivés |
| Les données manquantes sont à compléter. |         |                              |           | |

### Conseillers généraux de 1833 à 2015
| Période | Période          | Identité                                      | Étiquette                       | Qualité |
| ------- | ---------------- | --------------------------------------------- | ------------------------------- | --- |
| 1833    | 1862             | Pierre Germain Hyacinthe Laurance (1812-1865) |                                 | Maire de Richelieu Propriétaire de la Grenouillère à Chaveignes |
| 1862    | 1874             | Léopold Hulin                                 | Centre droit                    | Ancien Sous-Préfet, maire de Richelieu Député (1871-1875) |
| 1874    | 1886             | Armand François Jules de Mauvise              | Droite                          | Ancien officier Propriétaire à Courcoué |
| 1886    | 1888 (décès)     | Henry Jarry                                   |                                 | Maire de Richelieu (1885-1888) |
| 1888    | 1892             | Armand François Jules de Mauvise              | Droite                          | Ancien officier Propriétaire à Courcoué |
| 1892    | 1898             | Gustave Reverdy                               | Républicain                     | Officier en retraite à Richelieu |
| 1898    | 1919             | Eugène Bridel                                 | Rad.                            | Pharmacien Maire de Richelieu (1896-1919) |
| 1919    | 1940             | Eugène Chauvin                                | Rad.                            | Maire de Braye-sous-Faye (1900-1924) |
|         |                  |                                               |                                 | |
| 1943    | 1945             | Fernand Moulin                                |                                 | Vétérinaire Maire de Richelieu Nommé conseiller départemental en 1943 |
|         |                  |                                               |                                 | |
| 1945    | 1958 (décès)     | Louis Sevestre                                | MRP-DVD                         | Médecin Président du Conseil Général (1957-1958) Maire de Richelieu (1946-1958) |
| 1958    | 1985             | Marcel Fortier                                | Rad. puis UNR puis UDR puis RPR | Médecin Sénateur (1965-1992) Maire de Richelieu (1958-1989) |
| 1985    | 1992             | Marcellin Sigonneau                           | DVD                             | Notaire à Marigny-Marmande Elu en 1992 dans le Canton de L'Île-Bouchard |
| 1992    | 1997 (décès)     | Gabriel Coquerie                              | DVD                             | Pharmacien Maire de Richelieu (1989-1995) |
| 1997    | 2001 (démission) | Hervé Novelli                                 | UDF puis UMP                    | Gérant de sociétés Député (1993-2007) Député Européen (1999-2002) Conseiller municipal de Joué-lès-Tours Maire de Richelieu depuis 2008 Président de la Communauté de Communes du Pays de Richelieu depuis 2001 Secrétaire d'État de 2007 à 2010 |
| 2001    | 2015             | Serge Garot                                   | UMP                             | Cultivateur à Marigny-Marmande |

## Démographie
| 1962   | 1968  | 1975  | 1982  | 1990  | 1999  | 2006  | 2011  | 2012  |
| ------ | ----- | ----- | ----- | ----- | ----- | ----- | ----- | ----- |
| 10 048 | 9 689 | 9 082 | 8 918 | 8 600 | 8 420 | 8 263 | 8 225 | 8 187 |

### Sources
1. ↑  « Ministère de la culture - Base Léonore », sur culture.gouv.fr (consulté le 11 avril 2023).
2. ↑  « Journal officiel de la République française. Lois et décrets » , sur Gallica, 29 février 1888 (consulté le 30 août 2020).
3. ↑  « Journal officiel de la République française. Lois et décrets » , sur Gallica, 22 mars 1888 (consulté le 30 août 2020).
4. ↑  Journal officiel de la République française. Lois et décrets, parution 23 mai 1943, (en ligne).
5. ↑  Structure de la population du canton de 1968 à l'année de la dernière population légale connue
6. ↑  Fiches Insee - Populations légales du canton pour les années 2006, 2011, 2012